# Estadio Abubarkar Tafawa Balewa
El Estadio Abubakar Tafawa Balewa es un estadio multiuso principalmente utilizado para el fútbol de la ciudad de Bauchi en Nigeria.

## Historia
El estadio fue construido en 1963 con una capacidad para 25 000 espectadores originalmente como la sede del Railway FC. El estadio fue remodelado por primera vez en 1983, cuenta con superficie de césped natural y actualmente es la sede del Wikki Tourist FC de la Liga Premier de Nigeria.

### Eventos
El estadio fue una de las sede de la Copa Mundial de Fútbol Sub-20 de 1999 en cuatro partidos del torneo, incluyendo un partido de los octavos de final.
También fue una de las sedes de la Copa Mundial de Fútbol Sub-17 de 2009, donde se jugaron tres partidos, dos de ellos de la fase de eliminación directa.